# Rotenburg an der Fulda
Rotenburg an der Fulda is een plaats in de Duitse deelstaat Hessen, gelegen in de Landkreis Hersfeld-Rotenburg. De stad telt 13.959 inwoners. Rotenburg kenmerkt zich door een oud stadscentrum met vakwerkhuizen, gelegen aan beide zijden van de rivier de Fulda.

## Geografie
Rotenburg an der Fulda heeft een oppervlakte van 79,84 km² en ligt in het centrum van Duitsland, iets ten westen van het geografisch middelpunt.

## Actualiteit
In 2001 kwam het stadje in de wereldmedia door de internetkannibaal Armin Meiwes, die in het gehucht Wüstefeld woonde dat 3 km buiten het stadscentrum ligt. Meiwes had via internet contact gelegd met een man uit Berlijn die de wens had gedood en opgegeten te worden. De twee maakten een afspraak voor een ontmoeting en Meiwes heeft deze wens uitgevoerd. Veel mensen uit de regio en ver daarbuiten maakten een trip naar Meiwes´ huis bij wijze van toerisme en tot ergernis van de buurtbewoners. In 2023 is het uiteindelijk afgebrand. In Wüstefeld staat een bord met de geschiedenis van het gehucht dat echter de zaak-Meiwes verzwijgt; de mensen hopen dat nu het huis is afgebrand een einde aan het ´griezeltoerisme´ komt.

## Partnersteden
- Argentan (Frankrijk), sinds 1976
- Gedling (Verenigd Koninkrijk), sinds 1978
- Rothenburg (Zwitserland), sinds 1988

Er bestaan vriendschapsbanden met:
- Rotenburg (Duitsland)
- Rothenburg ob der Tauber (Duitsland)
- Rothenburg (Duitsland)
- Rothenburg/O.L. (Duitsland)
- Czerwieńsk (Polen), eertijds Rothenburg an der Oder

## Geboren in Rotenburg
- Chlodwig zu Hohenlohe-Schillingsfürst (1819-1901), rijkskanselier

Alheim ·
Bad Hersfeld ·
Bebra ·
Breitenbach a. Herzberg ·
Cornberg ·
Friedewald ·
Hauneck ·
Haunetal ·
Heringen (Werra) ·
Hohenroda ·
Kirchheim ·
Ludwigsau ·
Nentershausen ·
Neuenstein ·
Niederaula ·
Philippsthal (Werra) ·
Ronshausen ·
Rotenburg an der Fulda ·
Schenklengsfeld ·
Wildeck